# مرسدس-بنز ئی‌کیوئی
مرسدس-بنز ئی‌کیوئی (انگلیسی: Mercedes-Benz EQE) یک وسیله نقلیه الکتریکی سدان شرکتی است که توسط مرسدس-بنز تولید خواهد شد. این خودرو عضو خانواده خودروهای برقی مرسدس-بنز ئی‌کیو است که طیف وسیعی از این خودروها را شامل می‌شود و تا سال ۲۰۲۲ شامل ۱۰ مدل جدید خواهد شد.